# ديان ليوبيسيتش
ديان ليوبيسيتش (بالألمانية: Dejan Ljubicic) هو لاعب كرة قدم نمساوي في مركز الوسط، ولد في 8 أكتوبر 1997 في فيينا في النمسا. شارك مع منتخب النمسا تحت 21 سنة لكرة القدم. أما مع النوادي، فقد لعب مع 1. Wiener Neustädter SC ‏.

## وصلات خارجية
- ديان ليوبيسيتش على موقع الاتحاد الأوربي (الإنجليزية)
- ديان ليوبيسيتش على موقع قاعدة بيانات كرة القدم.إي يو (الإنجليزية)
- ديان ليوبيسيتش على موقع ناشيونال فوتبول تيمز (الإنجليزية)
- ديان ليوبيسيتش على موقع Soccerway.com (الإنجليزية)
- ديان ليوبيسيتش على موقع عالم كرة القدم.نت (الإنجليزية)